# Алексенко, Иван Никанорович
Ива́н Никано́рович Але́ксенко (30 января 1904 — 26 августа 1976) — советский инженер-конструктор, танкостроитель.

## Биография
Родился 30 января 1904 года.
В 1922 году окончил Харьковский технологический институт.
С 1922 по 1926 годы работал инженером-конструктором на Харьковском паровозостроительном заводе им. Коминтерна. После службы в РККА в 1927 году вернулся на работу в ХПЗ. В декабре 1927 года на ХПЗ из числа конструкторов тракторного производства был создан новый коллектив — танковая конструкторская группа. Алексенко стал её первым руководителем.
В 1928 году в Москве в ГКБ ОАТ под руководством С. П. Шукалова участвовал в проектировании манёвренного танка Т-12.
В мае 1929 года был назначен заведующим КБ танкостроения по танку Т-24 на ХПЗ.
1 июня 1931 года председатель НТК УММ РККА И. А. Лебедев направляет директору ХПЗ Л. С. Владимирову утверждённое начальником УММ РККА И. А. Халепским, задание на проектирование колёсно-гусеничного лёгкого танка БТ («Кристи»). Это указание означало свёртывание всех работ по Т-24, что встретило резкую негативную реакцию в коллективе.
Возглавляющий КБ И. Н. Алексенко подаёт заявление об уходе, считая, что КБ должно продолжать усовершенствовать узлы Т-24 и выпускать свои средние гусеничные танки, а не «навязанные» иностранные — лёгкие, колёсно-гусеничные.
В 1932 году перешёл на работу в Опытный конструкторско-машиностроительный отдел завода № 174, затем на Опытный завод Спецмаштреста им. Кирова (завод № 185), где работал в должности старшего инженера-конструктора.
В июле 1941 году ушёл на фронт. После ранения работал на танкоремонтном заводе. 
После демобилизации учился в аспирантуре Ленинградского политехнического института.
С сентября 1948 года преподавал на кафедре «Теория машин и механизмов» в Военно-воздушной академии им. Можайского.
С 1960 года до ухода на пенсию в 1966 года — преподавал в Северо-западном заочном политехническом институте.

## Награды и звания
- Награждён орденом Красной Звезды и медалями.
- Кандидат технических наук (1953), доцент.